# アフォンソ・カエターノ
アフォンソ・フェレイラ・カエターノ（Afonso Ferreira Caetano 、1997年3月11日 - ）は、ポルトガル・アルメイリン出身のプロサッカー選手。ウニオン・レイリア所属。ポジションは、ミッドフィールダー（攻撃的ミッドフィールダー）。

## クラブ歴
2018年4月29日、リーガプロのFCポルトB戦でプロデビューを果たした。